# Wahnsdorfer Höhen
Koordinaten: 51° 7′ N, 13° 41′ O
Als Wahnsdorfer Höhen wird ein relativ waldfreies Höhengebiet um die Ortschaften Wahnsdorf und Reichenberg im Moritzburger Land bezeichnet.

## Geographie
Die höchsten Erhebungen sind die Wahnsdorfer Kuppe, der Große und der Klein Gallberg in Boxdorf, Todhübel sowie der Reichenberg. Zahlreiche kleine Wasserläufe entspringen in diesem Gebiet, beispielsweise die am Fuße des Reichenberges im Vogelgründchen entspringende Hochlandquelle.